# Ruggero Maregatti
Ruggero Maregatti (* 14. Juli 1905 in Mailand; † 20. Oktober 1963) war ein italienischer Leichtathlet.
Bei den Olympischen Spielen 1932 in Los Angeles gewann Maregatti gemeinsam mit Giuseppe Castelli, Gabriele Salviati und Edgardo Toetti die Bronzemedaille in der 4-mal-100-Meter-Staffel hinter den Mannschaften aus den Vereinigten Staaten und Deutschland.
Ruggero Maregatti war 1,86 m groß und wog 78 kg. Er startete für die AS Ambrosiana Milano.